# به‌طور کاملاً اتفاقی
به‌طور کاملاً اتفاقی (انگلیسی: As Luck Would Have It) با نام اصلی  شرارهٔ زندگی (اسپانیایی: La chispa de la vida‎) فیلم درام اسپانیایی محصول سال ۲۰۱۱ و به کارگردانی آلکس د لا ایگلسیا است. 

## گزیدهٔ بازیگران
- خوزه موتا
- سلما هایک
- بلانکا پورتیو
- خوان لوئیس گالیاردو
- فرناندو تخه‌رو
- سانتیاگو سگورا
- کارولینا بانگ
- خوزه مانوئل سروینو
- ناچو ویگالوندو
- ادواردو کاسانوبا
- خواکین کلیمنت
- خوانخو پوئیخ‌کوربه